# Chaenotheca hygrophila
Chaenotheca hygrophila är en lavart som beskrevs av Tibell. Chaenotheca hygrophila ingår i släktet Chaenotheca och familjen Coniocybaceae.  Artens status i Sverige är: Ej påträffad. Inga underarter finns listade i Catalogue of Life.